# 409 (sång)
"409" är en sång skriven av Brian Wilson, Mike Love och Gary Usher, som ursprungligen spelades in av The Beach Boys och gavs ut på albumet Surfin' Safari 1962. Den "409" som sången handlar om är bilmotorn Chevrolet 409.